# Jože Kobolt
Jože Kobolt, slovenski veteran vojne za Slovenijo, * ?.

## Odlikovanja in nagrade
Leta 2000 je prejel častni znak svobode Republike Slovenije z naslednjo utemeljitvijo: »za zasluge pri obrambi svobode in uveljavljanju suverenosti Republike Slovenije ter za prizadevno delo v častniški organizaciji«.